# Diplotaxis brevisetosa
Diplotaxis brevisetosa är en skalbaggsart som beskrevs av Linell 1897. Diplotaxis brevisetosa ingår i släktet Diplotaxis och familjen Melolonthidae. Inga underarter finns listade i Catalogue of Life.